# Gregoriánská reforma

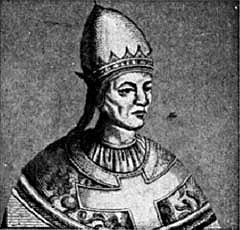
Papež Řehoř VII.

Gregoriánská reforma je označení dlouhé řady církevních reforem církve, čerpajících mimo jiné z podnětů papeže Řehoře VII. zhruba v letech 1050–1080, podle kterého jsou nazývány. Tyto reformy měly za cíl především osvobození duchovenstva a církve obecně od světské moci.

## Příčiny reformy
Ve feudální společnosti středověku není problémem jen vláda křesťanů spojená s nejasnými vztahy mezi církevním a politickým subjektem. V obraze společnosti to znamená nejasné a nedostatečné odlišení osobního a veřejného, rozptýlení a anarchii ekonomických a společenských center, která jen obtížně držela pohromadě pomocí vazalských pout a dohledu říše. Pro církev to znamená nedostatek jednotící organizace, a tudíž nedostatečné podmínky pro vznik obecného církevního vědomí. To zapříčiňuje nemožnost hájit důstojnost kléru a tím je snížena jeho pastorační služba. Znamená to především neschopnost odolávat zneužívání moci jednotlivých pánů a vměšování se laické moci do náboženských záležitostí. Církev v tomto období snadněji čelí masívním útokům mocných a jednotných států než ziskuchtivosti množství menších mocností, jimž nelze vzdorovat.

## Obsah reformního úsilí, hlavní představitelé
Hlavním podněcovatelem gregoriánské reformy byl mnich Hildebrand, který se stal později papežem jako Řehoř VII. (1073–1085). Podstatou jeho úsilí je získat záruky svobody a autonomie církve, a proto se snaží odlišit politickou a církevní moc. Bylo nutné se zbavit dvojích pout: a) manželství nebo konkubinátu kněží, což vázalo klérus na feudální systém skrze dědické následnictví, b) prodeje a kupování církevních úřadů jimž feudální pán kontroloval episkopát. Zápas o investituru (biskupů ze strany císaře, ale také císaře ze strany papeže) není ničím jiným než vnějším projevem, na němž se tyto protiklady vybíjejí. Každá moc byla založena na osobním vazalském vztahu, a tudíž na svazku věrnosti zaručované sakrální motivací. Řehoř VII. si přivlastňuje právo jmenovat biskupy. Sesazuje biskupy zapletené do simonie (to znamená ty, kteří si koupili biskupskou hodnost), znovu obnovuje kněžský celibát a připomíná císaři, že pouto věrnosti poddaných může být rozvázáno duchovní autoritou. Svoboda a autonomie církve mohou být zaručeny jen přímým a bezprostředním vykonáváním Petrova primátu. Začíná soustřeďování církve kolem papežské moci pomocí kanonického práva, které dostává univerzální platnost, pomocí rozšíření římské kurie a jejich papežských legátů a pomocí centralizovaného daňového systému.

## Cíle reformy
Gregoriánská reforma vycházela stejně jako reforma clunyjská z pojmu libertas ecclesiae, tzn. svoboda církve. Od čistě řeholní clunyjské reformy se ta gregoriánská liší svým církevně politickým zaměřením.
Obsahem libertas ecclesiae byl boj proti spoutanosti církve královskou a šlechtickou vládou, cílem tedy bylo vymanění se duchovenstva z vlivu státu. Zastánci těchto reforem také chtěli obnovit volby biskupů, kteří byli v tehdejší době jmenováni králem. Šlechta také zakládala vlastní opatství a biskupství (laická investitura) a později je často finančně vykořisťovala (simonie, či jmenování opatů-laiků).

## Zásahy papeže
Řehoř VII. na postních synodách v letech 1074 a 1075 v Lateráně potvrdil již vydané zákony proti simonii a manželství kněží. Podobně prosadil i zákony proti laické investituře. Zastával názor, že je nejen nejvyšším soudcem v duchovních věcech, ale že je, stejně jako Petr, i nejvyšší kníže nad pozemskými říšemi, tzn. má pravomoc sesadit císaře. Řehořovci argumentovali: tak jako duše stojí nad tělem, tak stojí církev nad státem. Tato Řehořova rozhodnutí se však nezamlouvala jak biskupům, tak knížatům a králům v Německu a ve Francii.

## Reforma volby papeže
Největším stoupencem reformy byl Lev IX., který obhajoval práva papežského primátu. V jeho době byla obnovena univerzální platnost papežství. Roku 1059 vydal Mikuláš II. dekret o papežské volbě, kterým zbavil tento důležitý církevní akt vlivu laiků a předal jej výhradně do rukou kardinálů a biskupů.